# Alexandre Caspary
Alexandre Caspary, né le 2 mai 1909 à Messancy (Belgique) et mort le 30 décembre 1979 à Mont-Saint-Martin (Meurthe-et-Moselle), est un homme politique français.

## Biographie
Employé de bureau, puis chef de bureau comptable, à Longwy, Alexandre Caspary s'engage d'abord dans le syndicalisme chrétien, au sein de la CFTC.
Participant à la fondation du MRP en Meurthe-et-Moselle, il est candidat en position non éligible sur la liste menée par l'Abbé Pierre en octobre 1945.
Lors de l'élection de la deuxième constituante, en mai 1946, il est second de liste et, grâce aux 26,6 % obtenus par le MRP, est élu député.
Non réélu en novembre, il est désigné par les députés pour siéger au Conseil de la République, nouveau nom du Sénat, pour un mandat de deux ans. Spécialisé au sein de cette assemblée sur les questions du droit du travail, il est notamment rapporteur du projet sur les conseils de prud'hommes, sur l'élection des comités d'entreprise, sur le statut des délégués du personnels, etc.
De nouveau candidat, devant les grands électeurs cette fois, en 1948, il n'obtient que 6,3 % des voix au premier tour, et n'est pas réélu sénateur.
Candidat malheureux aux législatives de 1956, puis, à l'occasion d'une partielle, en 1964, où il n'obtient que 8,2 % des voix, il quitte alors définitivement la vie politique.